# Eleonora Pineda
Eleonora Pineda es una política y enfermera colombiana. Ha ocupado el cargo de concejal del municipio de Tierralta y de representante a la cámara por el departamento de Córdoba (Colombia). En el año 2006 fue una de las principales involucradas en el escándalo de Parapolítica. Ha sido identificada por Salvatore Mancuso como la persona que, junto a Miguel Alfonso de la Espriella, le ayudó a establecer contactos entre su organización armada ilegal y varios políticos de Colombia. Fue una de las promotoras y firmantes del controvertido Pacto de Ralito. En el 2007 fue condenada por concierto para delinquir agravado y recluida en la Cárcel El Buen Pastor de Bogotá. Quedó en libertad el 3 de enero de 2009 por buena conducta y confesión del delito después de pagar 19 meses de prisión.

## Biografía
Nació en el corregimiento de El Caramelo, ubicado en el municipio de Tierralta, departamento de Córdoba. Eleonora vivió gran parte de su vida en Tierralta. Luego se trasladó a Barranquilla donde realizó sus estudios de pregrado en enfermería en la Universidad del Norte en Barranquilla, donde obtuvo su título de enfermera jefe. 
En el año 2002 obtuvo una votación de alrededor de 80.000 votos y se convirtió en Representante a la Cámara, hecho considerado como sorpresivo según algunos analistas. Después se conocería que logró su ascenso político por el apoyo de los paramilitares. 
Para las elecciones de 2006 fue purgada de las listas uribistas de aspirantes al congreso por sospechas de vínculos con paramilitares. Fue acogida por el Partido Convergencia Ciudadana después de no ser admitida en el Partido de la U y en el Partido Colombia Democrática, sin embargo no resultó elegida.

## Amenazas
Dos hermanos de la excongresista fueron asesinados, uno de ellos, Polo Bautista Pineda Arcia, cuando Pineda se encontraba recluida en la cárcel El Buen Pastor. Su abogado declaró que con este crimen se pretendía "acallar las confesiones ante Justicia y Paz de la congresista".